# Экюли
Экюли́ (фр. Écully) — коммуна во Франции, в составе Лионской метрополии в регионе Овернь — Рона — Альпы.
В коммуне располагаются знаменитые коммерческие учебные заведения, высшие школы EM Lyon Business School, Institut Paul-Bocuse и École centrale de Lyon.
Некоторые компании национального и международного масштаба разместили свои штаб-квартиры в Экюли, например, группа SEB (французский производитель мелкой бытовой техники и посуды) или группа SBM.
Мэром города был выбран Себастьян Мишель 25 июля 2020 года.